# Richard Hamilton (baloncestista)
Richard Clay Hamilton (Coatesville, Pensilvania, 14 de febrero de 1978) es un exjugador de baloncesto estadounidense que jugó catorce temporadas en la NBA. Con 2,01 metros de estatura, jugaba en la posición de escolta.

## Carrera

### Universidad
Jugó con los Huskies de la universidad de Connecticut entre 1996 y 1999. 
En su último año ganó la NCAA siendo MVP de la Final Four.
Años después, en febrero de 2024, la universidad decidió retirar el dorsal #32 en su honor.

### Profesional

#### Washington (1999-2002)
Hamilton fue seleccionado en séptimo lugar del draft de la NBA de 1999 por los Washington Wizards, permaneciendo tres temporadas en el club capitalino. 

#### Detroit Pistons (2002-2011)

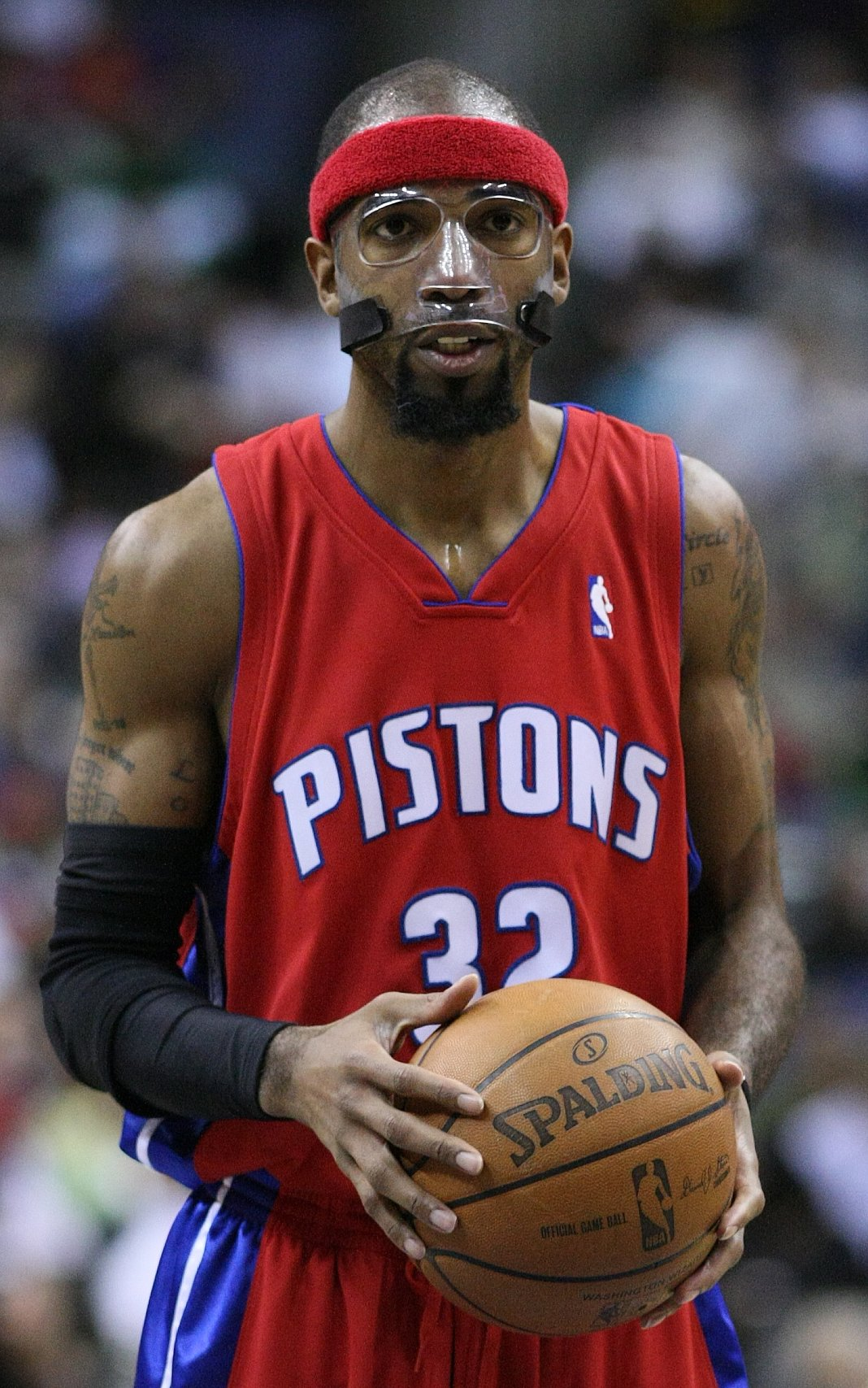
Hamilton con los Pistons en 2008.

En el 2002, Hamilton, junto a Bobby Simmons y Hubert Davis, fue traspasado a los Detroit Pistons por Jerry Stackhouse, Brian Cardinal y Ratko Varda.
Nada más fichar por los Pistons, Hamilton se convirtió en uno de los principales escoltas de la NBA. En la temporada 2003-04, Hamilton se rompió dos veces la nariz (ya se la había roto en el 2002) y comenzó a usar una máscara protectora, que según el propio Hamilton, le daba suerte. Esa misma temporada, Hamilton formó parte de los Pistons que ganaron a Los Angeles Lakers en las Finales de la NBA, ganando el anillo para los de Detroit.
En el 2006, Hamilton consiguió su primer llamado al All-Star como escolta reserva. En diciembre de ese año, Hamilton anotó 50 puntos en la derrota de los Pistons ante los New York Knicks. 
En el 2007 y el 2008 volvió a jugar en el All-Star. Ese año, en noviembre de 2008, firmaría una extensión de su contrato con los Pistons por tres años y $38 millones.
En febrero de 2009, y saliendo desde el banquillo, anotó 38 puntos ante Milwaukee Bucks, el mayor de la historia de un reserva de los Pistons. 
En diciembre de 2011 fue cortado.

#### Chicago Bulls (2011-2013)
En diciembre de 2011, Hamilton firmó un contrato de tres años con los Chicago Bulls a razón de 15 millones de dólares 
En su primera temporada, la 2011-12, Hamilton sufrió una lesión que le lastró la mayor parte de la temporada. 
Fue cortado por los Bulls en julio de 2013.

### Retirada
Tras dos temporadas sin jugar, el 26 de febrero de 2015, anunció oficialmente su retirada del baloncesto profesional. Esto se produjo unos meses después de sufrir una extraña lesión en el pie (octubre de 2014).
El 26 de febrero de 2017, los Pistons le retiraron su dorsal número 32.

## Estadísticas de su carrera en la NBA
|  | Denota temporada en la que fue Campeón de la NBA |

### Temporada regular
| Año      | Equipo     | PJ  | PT  | MPP  | %TC  | %3P  | %TL  | RPP | APP | ROB | TPP | PPP  |
| -------- | ---------- | --- | --- | ---- | ---- | ---- | ---- | --- | --- | --- | --- | ---- |
| 1999-00  | Washington | 71  | 12  | 19.3 | .420 | .364 | .774 | 1.8 | 1.5 | .4  | .1  | 9.0  |
| 2000-01  | Washington | 78  | 42  | 32.3 | .438 | .274 | .868 | 3.1 | 2.9 | 1.0 | .1  | 18.1 |
| 2001-02  | Washington | 63  | 57  | 35.0 | .435 | .381 | .890 | 3.4 | 2.7 | .6  | .2  | 20.0 |
| 2002-03  | Detroit    | 82  | 82  | 32.2 | .443 | .269 | .833 | 3.9 | 3.5 | .8  | .2  | 19.7 |
| 2003-04  | Detroit    | 78  | 78  | 35.5 | .455 | .265 | .868 | 3.6 | 4.0 | 1.3 | .2  | 17.6 |
| 2004-05  | Detroit    | 76  | 76  | 38.5 | .440 | .305 | .858 | 3.9 | 4.9 | 1.0 | .2  | 18.7 |
| 2005-06  | Detroit    | 80  | 80  | 35.3 | .491 | .458 | .845 | 3.2 | 3.4 | .6  | .2  | 20.1 |
| 2006-07  | Detroit    | 75  | 75  | 36.8 | .468 | .341 | .861 | 3.8 | 3.8 | .8  | .2  | 19.8 |
| 2007-08  | Detroit    | 72  | 72  | 33.7 | .484 | .440 | .833 | 3.3 | 4.2 | 1.0 | .1  | 17.3 |
| 2008-09  | Detroit    | 67  | 51  | 34.0 | .447 | .368 | .848 | 3.1 | 4.4 | .6  | .1  | 18.3 |
| 2009-10  | Detroit    | 46  | 46  | 33.7 | .409 | .297 | .846 | 2.7 | 4.4 | .6  | .1  | 18.1 |
| 2010-11  | Detroit    | 55  | 39  | 27.2 | .429 | .382 | .849 | 2.3 | 3.1 | .7  | .1  | 14.1 |
| 2011-12  | Chicago    | 28  | 28  | 24.9 | .452 | .370 | .784 | 2.4 | 3.0 | .4  | .0  | 11.6 |
| 2012-13  | Chicago    | 50  | 45  | 21.8 | .429 | .308 | .857 | 1.7 | 2.4 | .5  | .1  | 9.8  |
| Total    | Total      | 921 | 783 | 32.1 | .449 | .346 | .852 | 3.1 | 3.4 | .8  | .1  | 17.1 |
| All-Star | All-Star   | 3   | 0   | 15.3 | .458 | .500 | .000 | 2.0 | 1.3 | .0  | .0  | 7.7  |

### Playoffs
| Año   | Equipo  | PJ  | PT  | MPP  | %TC  | %3P  | %TL  | RPP | APP | ROB | TPP | PPP  |
| ----- | ------- | --- | --- | ---- | ---- | ---- | ---- | --- | --- | --- | --- | ---- |
| 2003  | Detroit | 22  | 22  | 38.8 | .442 | .333 | .906 | 3.9 | 2.6 | .8  | .1  | 22.5 |
| 2004  | Detroit | 24  | 24  | 40.2 | .447 | .385 | .848 | 4.6 | 4.2 | 1.2 | .0  | 21.5 |
| 2005  | Detroit | 25  | 25  | 43.2 | .453 | .294 | .798 | 4.3 | 4.3 | 3.8 | 2.1 | 20.0 |
| 2006  | Detroit | 18  | 18  | 38.3 | .413 | .450 | .851 | 3.9 | 5.7 | 1.9 | 1.3 | 20.4 |
| 2007  | Detroit | 16  | 16  | 39.9 | .429 | .400 | .865 | 4.3 | 6.8 | 3.9 | .1  | 19.8 |
| 2008  | Detroit | 17  | 17  | 38.6 | .470 | .408 | .911 | 4.2 | 3.9 | 1.4 | .5  | 21.6 |
| 2009  | Detroit | 4   | 4   | 38.5 | .356 | .200 | .900 | 2.8 | 5.0 | 1.2 | 1.2 | 14.3 |
| 2012  | Chicago | 6   | 6   | 28.5 | .414 | .333 | .818 | 3.2 | 3.0 | .2  | .0  | 13.0 |
| 2013  | Chicago | 4   | 0   | 17.0 | .370 | .429 | .750 | .8  | 1.3 | .3  | .5  | 6.5  |
| Total | Total   | 130 | 126 | 38.8 | .439 | .340 | .860 | 3.9 | 3.6 | .9  | .2  | 19.8 |

## Vida personal
Su novia, la cantante T. J. Lottie, dio a luz a su hijo Richard Clay Hamilton II, el 31 de octubre de 2007. La pareja se casó el 11 de julio de 2009 en Boca Ratón.